# Areometr Baumégo
Areometr Baumégo – areometr, który podaje gęstość roztworu w stopniach Baumégo (°Bé), które w przybliżeniu odpowiadają procentowej zawartości chlorku sodu w roztworze wodnym. Punkt zerowy w skali Baumégo odpowiada gęstości wody, natomiast punkt 10 °Bé – gęstości 10% roztworu NaCl. Areometr Baumé stosowany jest do pomiaru gęstości roztworów soli kuchennej (salinometr), syropów skrobiowych, kwasu siarkowego, wodorotlenku sodu, dawniej zawartości ekstraktu w piwie.
Przybliżone zależności pomiędzy gęstością roztworu (w temperaturze 15,5 °C) a wskazaniami areometru są następujące:
d15/15 = 144,3 / (144,3 ± °Be)
Gdzie °Be dodaje się w przypadku określania cieczy o gęstości niższej od 1, natomiast przy wyższej od 1 odejmuje się.
Areometr Baumégo został opracowany przez francuskiego chemika Antoine’a Baumégo w 1768 roku.